# يوهان بكمان
يوهان بكمان (بالإنجليزية: Johann Beckmann)‏ (و. 1739 – 1811 م) هو اقتصادي، ومؤرخ التكنولوجيا، وكاتب، وأستاذ جامعي، وعالم زراعة، وفيلسوف من دوقية براونشفايغ لونيبورغ، ولد في هويا، وكان عضوًا في الأكاديمية الملكية الهولندية للفنون والعلوم، والأكاديمية الملكية السويدية للعلوم، والأكاديمية الألمانية للعلوم ليوبولدينا، والأكاديمية البافارية للعلوم والعلوم الإنسانية، توفي في غوتينغن، عن عمر يناهز 72 عاماً.

## التعليم
تعلم في جامعة أوبسالا.